# Чистоозерська сільська рада
Чи́стоозе́рська сільська рада (рос. Чистоозёрский сельский совет) — сільське поселення у складі Зав'яловського району Алтайського краю Росії.
Адміністративний центр та єдиний населений пункт — село Чистоозерка.

## Населення
Населення — 1237 осіб (2019; 1292 в 2010, 1433 у 2002).